# Transcendence: Viață după moarte
Transcendence: Viață după moarte (titlu original: Transcendence) este un film SF din 2014 americano-chinezesc despre inteligența artificială. Este regizat de Wally Pfister (debut regizoral) și scris de Jack Paglan. În film apar Johnny Depp, Rebecca Hall, Kate Mara, Cillian Murphy, Paul Bettany și Morgan Freeman. Frecvent colaborator al lui Pfister, Christopher Nolan este producătorul executiv al acestui film.

## Prezentare
Will Caster  este un cercetător care dorește să unească conștiința colectivă a oamenilor într-o singură mașinărie.

## Distribuție
- Johnny Depp ca Dr. Will Caster, un cercetător al inteligenței-artificiale.
- Rebecca Hall ca Evelyn Caster, soția lui Will și fost academician.[7]
- Paul Bettany ca Max Waters, cel mai bun prieten al lui Will.[8]
- Kate Mara ca Bree, șeful Revolutionary Independence From Technology (R.I.F.T.)[8]
- Cillian Murphy ca Donald Buchanan, un agent FBI.[9]
- Morgan Freeman ca Joseph Tagger, un agent FBI și vechi prieten al lui Evelyn.[8]
- Cole Hauser este Colonel Stevens, ofițer american.[10]
- Clifton Collins, Jr. ca Martin[11]
- Cory Hardrict ca Joel Edmund, membru al R.I.F.T.[9]
- Josh Stewart ca Paul

## Legături externe
- Site web oficial
- Transcendence la Internet Movie Database
- Transcendence la Box Office Mojo
- Transcendence la Rotten Tomatoes
- Transcendence la Metacritic
- Transcendence: Viață după moarte la CineMagia

## Vezi și
- Singularitate tehnologică
- Inteligență artificială
- Viață artificială
- Listă de filme distopice